# پروشات (دختر اردشیر سوم)
پروشات (درگذشته ۳۲۳ پیش از میلاد) دختر اردشیر سوم و خواهر اردشیر چهارم بود. وی همچنین یکی از سه زن ایرانی‌ای بود که گفته می‌شود به ازدواج اسکندر درآمده‌اند.

پس از به قتل رسیدن اردشیر سوم در سال ۳۳۸ پیش از میلاد توسط باگواس خواجه که محرم و وزیر او بود، اکثر فرزندان او نیز توسط باگواس به قتل رسیدند اما آتوسا، همسر اردشیر با سه دختر او که یکی از آنان پروشات نام داشت جزو کسانی بودند که از مرگ جستند. بعد از کشتن اردشیر سوم، باگواس خواجه پسر کوچک شاه، به نام ارشک را با نام اردشیر چهارم همچون پادشاهی دست نشانده، بر تخت نشانده و در اصل خود زمام تمام امور را برعهده گرفت. 
پس از کشته شدن داریوش سوم و منقرض شدن شاهنشاهی هخامنشی توسط اسکندر مقدونی، در سال ۳۲۴ پیش از میلاد، اسکندر کوشید جهت ایجاد دوستی بین ایرانیان و مقدونی‌ها که قوام امپراتوری نوبنیاد وی جز براساس آن استوار نمی‌یافت، طرحی تازه بریزد. از این رو در ضیافت باشکوهی که با نام ازدواج دسته‌جمعی شوش شهرت دارد، برپا کرد اسکندر به همراه ۸۰ تن از افسران و سرداران خویش با زنان پارسی ازدواج کردند. خود او با استاتیرا و پروشات به‌طور همزمان ازدواج کرد و خود را به دو شاخه خاندان هخامنشی متصل کرد. بعد از مرگ اسکندر، پروشات و استاتیرا به فرمان روشنک کشته شدند.